# ♂
♂ (symbol Marsa):
- ♂ – w biologii symbol płci męskiej
- ♂ – w chemii symbol pierwiastka żelaza
- ♂ – w mitologii rzymskiej symbol boga Marsa
- ♂ – w mitologii greckiej symbol boga Aresa
- ♂ – symbol astronomiczny planety Mars
- ♂ – symbol męskiej toalety

W starych manuskryptach symbol Marsa rysowano tak jak symbol Wenus (♀) odwrócony 135° w lewo (współcześnie: w kierunku przeciwnym do ruchu wskazówek zegara), dlatego pierwotnie zamiast strzałki miał krzyż.
Symbol Marsa w Unikodzie odpowiada sekwencji U+2642.
Zobacz też
- symbol Wenus